# My Teenage Daughter
My Teenage Daughter (bra Ânsia de Ser Mulher) é um filme britânico de 1956, um drama dirigido por Herbert Wilcox.

## Sinopse
Jovem de 16 anos começa a frequentar a vida noturna e preocupa a família ao chegar em casa de madrugada, até que um acidente acontece.